# Єрковці
Єрковці (рос. Ерковцы) — село у Івановському районі Амурської області Російської Федерації. Розташоване на території українського історичного та етнічного краю Зелений Клин.
Входить до складу муніципального утворення Єрковецька сільрада. Населення становить 932 особи (2018).

## Історія
У 1926-1930 роках належало до Івановського району Амурської округи Далекосхідного краю, що належав до районів часткової українізації, у якому мало бути забезпечено обслуговування українського населення його рідною мовою шляхом створення спеціяльних перекладових бюро при виконкомі та господарських організаціях. З 20 жовтня 1932 року ввійшло до складу новоутвореної Амурської області.
З 1 січня 2006 року входить до складу муніципального утворення Єрковецька сільрада.

## Населення
| 2002 | 2010 | 2012  | 2013 | 2014 | 2015 | 2016 |
| ---- | ---- | ----- | ---- | ---- | ---- | ---- |
| 1166 | ↘979 | ↗1002 | ↘987 | ↘970 | ↘933 | ↘930 |
| 2017 | 2018 |       |      |      |      |      |
| ↘917 | ↗932 |       |      |      |      |      |